# Andrezé
Andrezé és un municipi francès situat al departament de Maine i Loira i a la regió de País del Loira. L'any 2007 tenia 1.800 habitants.

## Demografia

### Població
El 2007 la població de fet d'Andrezé era de 1.800 persones. Hi havia 664 famílies de les quals 136 eren unipersonals (64 homes vivint sols i 72 dones vivint soles), 200 parelles sense fills, 292 parelles amb fills i 36 famílies monoparentals amb fills.
La població ha evolucionat segons el següent gràfic:
Habitants censats

### Habitatges
El 2007 hi havia 715 habitatges, 673 eren l'habitatge principal de la família, 2 eren segones residències i 41 estaven desocupats. 670 eren cases i 18 eren apartaments. Dels 673 habitatges principals, 555 estaven ocupats pels seus propietaris, 115 estaven llogats i ocupats pels llogaters i 3 estaven cedits a títol gratuït; 5 tenien una cambra, 47 en tenien dues, 62 en tenien tres, 113 en tenien quatre i 445 en tenien cinc o més. 521 habitatges disposaven pel capbaix d'una plaça de pàrquing. A 258 habitatges hi havia un automòbil i a 377 n'hi havia dos o més.

### Piràmide de població
La piràmide de població per edats i sexe el 2009 era:
| Homes | Edats   | Dones |
| ----- | ------- | ----- |
| 0     | 95 o +  | 0     |
| 0     | 90 a 94 | 0     |
| 4     | 85 a 89 | 12    |
| 8     | 80 a 84 | 8     |
| 12    | 75 a 79 | 20    |
| 28    | 70 a 74 | 16    |
| 44    | 65 a 69 | 48    |
| 40    | 60 a 64 | 36    |
| 36    | 55 a 59 | 36    |
| 88    | 50 a 54 | 76    |
| 80    | 45 a 49 | 68    |
| 60    | 40 a 44 | 88    |
| 72    | 35 a 39 | 64    |
| 48    | 30 a 34 | 48    |
| 36    | 25 a 29 | 32    |
| 60    | 20 a 24 | 80    |
| 96    | 15 a 19 | 108   |
| 88    | 10 a 14 | 80    |
| 64    | 5 a 9   | 60    |
| 48    | 0 a 4   | 32    |

## Economia
El 2007 la població en edat de treballar era de 1.199 persones, 927 eren actives i 272 eren inactives. De les 927 persones actives 870 estaven ocupades (486 homes i 384 dones) i 57 estaven aturades (15 homes i 42 dones). De les 272 persones inactives 110 estaven jubilades, 109 estaven estudiant i 53 estaven classificades com a «altres inactius».

### Ingressos
El 2009 a Andrezé hi havia 721 unitats fiscals que integraven 1.956,5 persones, la mediana anual d'ingressos fiscals per persona era de 16.433 €.

### Activitats econòmiques
Dels 71 establiments que hi havia el 2007, 1 era d'una empresa extractiva, 2 d'empreses alimentàries, 3 d'empreses de fabricació de material elèctric, 12 d'empreses de fabricació d'altres productes industrials, 13 d'empreses de construcció, 11 d'empreses de comerç i reparació d'automòbils, 4 d'empreses de transport, 3 d'empreses d'hostatgeria i restauració, 1 d'una empresa financera, 2 d'empreses immobiliàries, 8 d'empreses de serveis, 7 d'entitats de l'administració pública i 4 d'empreses classificades com a «altres activitats de serveis».
Dels 14 establiments de servei als particulars que hi havia el 2009, 4 eren paletes, 2 guixaires pintors, 2 fusteries, 1 lampisteria, 1 electricista, 3 perruqueries i 1 restaurant.
Dels 3 establiments comercials que hi havia el 2009, 1 era una botiga de més de 120 m², 1 una fleca i 1 una botiga d'equipament de la llar.
L'any 2000 a Andrezé hi havia 50 explotacions agrícoles que ocupaven un total de 1.320 hectàrees.

## Equipaments sanitaris i escolars
L'únic equipament sanitari que hi havia el 2009 era una farmàcia.
El 2009 hi havia 2 escoles elementals.

## Poblacions més properes
El següent diagrama mostra les poblacions més properes.